# 大熊肇
大熊 肇（おおくま はじめ、1960年 - ）は、日本の篆刻家、グラフィックデザイナー、タイポグラファー。桑沢デザイン研究所卒業。
桑沢デザイン研究所非常勤教育職員。有限会社トナン代表。

## 来歴
埼玉県春日部市に生まれる。
専門学校桑沢デザイン研究所・リビングデザイン研究科・グラフィックデザインコース卒業。道吉剛デザイン研究所を経て独立。
8歳から書道教室に通う。小学校で教師に「木」の縦線をはねないように注意された（もちろんはねてもよい）のがきっかけで、字体に強い興味を持つ。
道吉研究室を経てフリーランスになるころ、Macintoshを導入し、DTP組版を試みるが、組版についての無知を思い知り独学する。
毛筆のロゴや篆刻も制作する。

## 主な著書
- 『文字の骨組み　字体／甲骨文から常用漢字まで』（彩雲出版、2009年）
- 『文字の組み方　組版／見てわかる新常識』（誠文堂新光社、2010年）

### 共編著
- 『組版／タイポグラフィの廻廊』（白順社、2007年）
- 『キチンと身につけたい人のための デザインの総復習。』（MdN、2014）